# Verbascum demirizianum
Verbascum demirizianum är en flenörtsväxtart som beskrevs av Hub.-mor.. Verbascum demirizianum ingår i släktet kungsljus, och familjen flenörtsväxter. Inga underarter finns listade i Catalogue of Life.